# Список керівників держав 310 року
Список керівників держав 310 року — це перелік правителів країн світу 310 року
Список керівників держав 309 року — 310 рік — Список керівників держав 311 року — Список керівників держав за роками

## Європа
- Боспорська держава — цар Рескупорід VI (303-342), правив разом з царем Радамсад (308-323)
- Думнонія — король Донольт (305-340)
- Ірландія — верховний король Фіаха Срайбтіне (285-322)
- Римська імперія (період тетрархії)
  - на сході правили імператор Галерій (305-311) та імператор Максиміан II Дая (308-313)
  - на заході правили імператор Ліциній (308-313) та імператор Костянтин Великий (308-337)
  - в Італії римським імператором проголосив себе Максенцій (306-312)
  - в Африці владу узурпував та проголосив себе імператором Доміцій Александр (308-311)

## Азія
- Велика Вірменія — цар Трдат III (287-330)
- Диньяваді (династія Сур'я) — раджа Рупа (298-313)
- Іберійське царство — цар Міріан III (284-361)
- Індія
  - Царство Вакатаків — імператор Праварасена I (270-330)
  - Імперія Гуптів — магараджа Гхатоткача (280-319)
  - Західні Кшатрапи — махакшатрап Рудрасимха II (304-348)
  - Кушанська імперія — великий імператор Васудева II (275-310), його змінив імператор Чху (310-325)
  - Раджарата — раджа Сірімегхаванна (304-332)
  - Держава Чера — цар Іламкадунго (287-317)
- Китай (Період шістнадцяти держав)
  - Династія Цзінь — імператор Сима Чі (Хуай-ді) (307-311)
  - Династія Чен — імператор Лі Сюн (303-334)
  - Династія Рання Чжао — імператор Лю Юань (304-310), його змінив імператор Лю Хе (310), але цього ж року його змінив імператор Лю Цун (310-318)
- Корея
  - Кая (племінний союз) — кимгван Коджиль (291-346)
  - Когурьо — тхеван (король) Мічхон (300-331)
  - Пекче — король Пірю (304-344)
  - Сілла — ісагим (король) Кирим (298-310), його змінив ісагим Хирхе (310-356)
- Паган — король Ін Мін Пайк (299-324)
- Персія
  - Бактрія і Гандхара — кушаншах Пероз II (300-325)
  - Держава Сасанідів — шахіншах Шапур II (309-379)
- Ліньї — Фам Дат (284—336)
- Сипау (Онг Паун) — Со Хом Па (309-347)
- плем'я табгачів — вождь Тоба Ілу (295-315)
- Хим'яр — цар Ясір Юханим II (300-310), його змінив цар Дамар'алі Їхабирр II (310-315)
- Чампа — князь Фан Ї (286-334)
- Японія — імператор Одзін (270-310), Його змінив непризнаний імператор Удзі (310-313)

## Африка
- Аксумське царство — негус Елла Ескунді (298-334)
- Царство Куш — цариця Лахідеамані (306-314)

## Північна Америка
- Цивілізація Майя
  - місто Тікаль — Уне Балам (307-317)